# Гёриц (Уккермарк)
Гёриц (нем. Göritz) — община в Германии, в земле Бранденбург.
Входит в состав района Уккермарк. Подчиняется управлению Брюссов (Уккермарк). Население составляет 804 человека (на 31 декабря 2010 года). Занимает площадь 25,42 км².
| Год  | Население |
| ---- | --------- |
| 2005 | 856       |
| 2010 | 822       |